# Горящая зона (телесериал)
Горящая зона — телесериал в жанре драма, показанный по телесети UPN в 1996-97 гг. Всего было выпущено 19 эпизодов.

## Сюжет
По особому приказу Белого дома была создана секретная команда по борьбе с вирусами. Её задача — борьба с микроскопическими организмами в тех зонах, которые называют горящими. Они войдут туда, куда не войдет никто. В сражении с смертельно опасным противником они — единственная надежда. Команда, состоящая из ученых, биологов и экспертов из ЦРУ с научной точки зрения изучает необъяснимые явления и предотвращает биологические катастрофы.

## Актеры
| Актер/Актриса       | Персонаж             | Длительность         |
| ------------------- | -------------------- | -------------------- |
| Джеймс Блэк         | Agent Michael Hailey | все серии            |
| Майкл Харрис        | Dr. Daniel Cassian   | все серии            |
| Морган, Джеффри Дин | Dr. Edward Marcase   | с 1-й по 11-ю серии  |
| Тэмлин Томита       | Dr. Kimberly Shiroma | с 1-й по 11-ю серии  |
| Брэдфорд Татум      | Dr. Brian Taft       | с 12-й по 19-ю серии |

## Эпизоды
| #  | Эпизод                              | Дата выхода эпизода в США |
| -- | ----------------------------------- | ------------------------- |
| 1  | Пилот                               | Сентябрь 3, 1996          |
| 2  | Безмолвная башня                    | Сентябрь 10, 1996         |
| 3  | Кошмар в день Святого Михаила       | Сентябрь 17, 1996         |
| 4  | Руки огня                           | Сентябрь 24, 1996         |
| 5  | Ночной полет                        | Октябрь 1, 1996           |
| 6  | Смертельная инъекция                | Октябрь 15, 1996          |
| 7  | Прикосновение смерти                | Октябрь 29, 1996          |
| 8  | Зал змеи                            | Ноябрь 12, 1996           |
| 9  | Кровавое условие                    | Ноябрь 19, 1996           |
| 10 | Лица в ночи                         | Ноябрь 26, 1996           |
| 11 | Конец носителя                      | Январь 7, 1997            |
| 12 | Критическая масса                   | Январь 28, 1997           |
| 13 | Песнь смерти                        | Февраль 4, 1997           |
| 14 | Последнее бесконечное лето          | Февраль 11, 1997          |
| 15 | Последние пять фунтов самые тяжелые | Февраль 18, 1997          |
| 16 | Посвящение мечте                    | Апрель 29, 1997           |
| 17 | Соседские тайны                     | Май 6, 1997               |
| 18 | Дикий огонь                         | Май 13, 1997              |
| 19 | На крыльях ангелов                  | Май 20, 1997              |